# Апростема Карпентера
Апростема Карпентера (Aprosthema tardum) — один з видів пильщиків голарктичного роду Aprosthema у фауні Палеарктики. Зустрічається у Європі, Малій Азії, а також у Сибіру. Є декілька знахідок в Україні.

## Опис
Невелика комаха до 10 мм. Ноги жовті, крила бурі, зі світлою верхівкою. Черевце жовте, лише перший і основа другого тергіту, а також дев'ятий сегмент черевця і стулки яйцекладу чорні. Верхньощелепні полапки складаються лише з чотирьох сегментів замість звичних для пильщиків цього роду п'яти, оскільки останні два зрослися між собою.

## Спосіб життя
Спосіб життя не вивчено. Імаго ловили у червні та серпні, тому, ймовірно, вид має два покоління на рік.
Зустрічається у степових біотопах з домішкою бобових.

## Ареал
Поширений у більшій частині Європи: від Франції та Великої Британії на заході, Данії та Фінляндії на півночі до України і Росії на сході, Італії та Македонії на півдні. Відомий також з Туреччини та Західного Сибіру.

## Чисельність і охорона в Україні
За даними 2-го видання Червоної книги України (1994) чисельність виду в Україні низька, зроблено поодинокі знахідки на околицях селища Рогань Харківської області та міста Умань Черкаської області. Загрозою виду було названо розорювання цілинних степів.
Проте з 3-го видання Червоної книги України (2009) апростему Карпентера вилучили. Деякими ентомологами критикувалось включення виду до Червоної книги через його малу дослідженність.